# Miltochrista syntypica
Miltochrista syntypica là một loài bướm đêm thuộc phân họ Arctiinae, họ Erebidae.